# Rector (politiek)
Rector provinciae was een Latijnse term voor Romeins gouverneur, de bestuurder van een Romeinse provincie, na de tijd van Suetonius, en een wettelijke term na keizer Diocletianus' bestuurlijke hervorming. 
Ook aan het hoofd van de maritieme Republiek Ragusa (Dubrovnik) stond een rector (ook "doge"), zowel bestuurlijk leider als hoofdmagistraat. Hij zetelde in het Rectorenpaleis.